# Gran Premio d'Italia 1928
Il Gran Premio d'Italia 1928 fu un Gran Premio automobilistico disputato il 9 settembre 1928 a Monza. Si è corso su 60 giri ed è stato vinto da Louis Chiron alla guida di una Bugatti 37A.
Era valido come ottavo Gran Premio d'Italia e VI Gran Premio d'Europa.

## Gara

### Resoconto
La gara è stata segnata dalla morte di almeno 22 spettatori e del pilota Emilio Materassi al 17º giro, quando Materassi ha perso il controllo della sua vettura sul rettilineo principale a oltre 200 km/h nel tentativo di sorpassare Giulio Foresti. L'auto ha sterzato a sinistra della pista, è rimbalzata su un fossato di protezione profondo tre metri e largo quattro e su una recinzione e si è schiantata contro la tribuna, uccidendolo insieme a 22 spettatori. Altre fonti hanno affermato che complessivamente 27 spettatori sono stati uccisi, ma ciò non è confermato.
Secondo entrambe le stime, questo è il peggior incidente, rispetto al numero di vite perse, verificatosi in un Gran Premio ed è superato solo dal disastro di Le Mans del 1955 nella storia delle corse automobilistiche. Di conseguenza il Gran Premio d'Italia non si tenne fino al 1931.

### Risultati
| Pos | N. | Pilota                         | Vettura                | Giri | Tempo/ritiro       | Griglia |
| --- | -- | ------------------------------ | ---------------------- | ---- | ------------------ | ------- |
| 1   | 50 | Louis Chiron                   | Bugatti T37A           | 60   | 3:45:08.6          | 14      |
| 2   | 38 | Achille Varzi Giuseppe Campari | Alfa Romeo P2          | 60   | +2:20.4            | 21      |
| 3   | 26 | Tazio Nuvolari                 | Bugatti T35C           | 60   | +14:37.2           | 9       |
| 4   | 40 | Guy Drouet                     | Bugatti T35B           | 60   | +14:40.0           | 16      |
| 5   | 6  | Aymo Maggi                     | Maserati 26R (8C-1700) | 60   | +25:09.0           | 22      |
| 6   | 42 | Ernesto Maserati               | Maserati 26R (8C-1700) | 55   | +5 giri            | 13      |
| 7   | 22 | Guy Bouriat                    | Bugatti T35            | 55   | +5 giri            | 10      |
| 8   | 10 | Giulio Foresti                 | Bugatti T35C           | 54   | +6 giri            | 2       |
| NC  | 24 | Edoardo Probst                 | Bugatti T37A           | 45   | +15 giri           | 7       |
| NC  | 36 | J-C d'Ahetze                   | Bugatti T37A           | 40   | +20 giri           | 12      |
| Rit | 2  | Baconin Borzacchini            | Maserati 26R (8C-1700) | 26   | Incidente          | 1       |
| Rit | 28 | Pierre Blaque Belair           | Bugatti T35C           | 24   | +36 giri           | 11      |
| Rit | 46 | Luigi Arcangeli                | Talbot 700             | 19   | Ritirato           | 17      |
| Rit | 44 | Antonio Brivio                 | Talbot 700             | 18   | Ritirato           | 20      |
| Rit | 8  | Gastone Brilli-Peri            | Talbot 700             | 17   | Ritirato           | 5       |
| Rit | 18 | Emilio Materassi               | Talbot 700             | 17   | Incidente fatale   | 3       |
| Rit | 48 | Gianfranco Comotti             | Talbot 700             | 16   | Ritirato           | 19      |
| Rit | 32 | Carlo Tonini                   | Bugatti T35C           | 15   | Problemi meccanici | 15      |
| Rit | 20 | Giulio Aymini                  | Delage 2LCV            | 14   | Problemi meccanici | 6       |
| Rit | 12 | William Grover-Williams        | Bugatti T35C           | 5    | Motore             | 4       |
| Rit | 30 | Cleto Nenzioni                 | Bugatti T37A           | 2    | Problemi meccanici | 8       |
| Rit | 52 | Mario Piccolo                  | Maserati 26 (8C-1500)  | 1    | Problemi meccanici | 18      |
| DNA | 4  | Manuel Blancas                 | Bugatti T35B           |      | Non apparso        |         |
| DNA | 14 | Giuseppe Gilera                | Bugatti T35            |      | Non apparso        |         |
| DNA | 16 | J. Ghica-Cantacuzene           | Cozette Spl.           |      | Non apparso        |         |
| DNA | 34 | Ugo Stefanelli                 | Bugatti T35            |      | Non apparso        |         |
| DNA | 54 | Manuel Ceratto                 | Delage 2LCV            |      | Non apparso        |         |
| DNA | 56 | Federico Fisauli               | Maserati Tipo 26       |      | Non apparso        |         |
| DNA | 58 | Ruggiero Bisighin              | Bugatti                |      | Non apparso        |         |
| DNA | 60 | Alberto Kechler                | Alfa-Romeo 6C-1500     |      | Non apparso        |         |
| DNA | 62 | Roberto Serboli                | Delage 2LCV            |      | Non apparso        |         |